# موگنس ترکیلدسن
موگنس ترکیلدسن (دانمارکی: Mogens Therkildsen؛ زادهٔ ۱۵ مارس ۱۹۴۰) بازیکن فوتبال اهل دانمارک بود.
از باشگاه‌هایی که در آن بازی کرده‌است می‌توان به اشاره کرد.
وی همچنین در تیم ملی فوتبال دانمارک بازی کرده‌است.